# GSC - Open Universe
GSC - Open universe è il quarto album di Gian Piero Reverberi pubblicato nel 1990 dalla BMG Ariola. Il maxi singolo conteneva Open universe (long version, radio version, instrumental) e Blue glider.

## Tracce
1. Creation (GSC-hymn) (Gian Piero Reverberi, Ivano Pavesi) - 4:13
2. Open universe (Gian Piero Reverberi, Ivano Pavesi) - 3:46
3. Eruption (Gian Piero Reverberi, Ivano Pavesi) - 3:02
4. Eternal ice (Gian Piero Reverberi, Ivano Pavesi) - 3:30
5. Drifting away (Gian Piero Reverberi, Ivano Pavesi) - 3:40
6. Final destination (Gian Piero Reverberi, Ivano Pavesi) - 3:28
7. Star walk (Gian Piero Reverberi, Ivano Pavesi) - 4:54
8. Blue glider (Gian Piero Reverberi, Ivano Pavesi) - 3:21
9. Sunrise (Gian Piero Reverberi, Ivano Pavesi) - 2:59
10. Sunbeams (Gian Piero Reverberi, Ivano Pavesi) - 3:15
11. Eclipse (Gian Piero Reverberi, Ivano Pavesi) - 2:17
12. Sundown (Gian Piero Reverberi, Ivano Pavesi) - 5:14
13. Creation (GSC-hymn) Reprise (Gian Piero Reverberi, Ivano Pavesi) - 1:40